# Nurscia sequerai
Espèce
Synonymes
- Titanoeca sequerai Simon, 1893

Nurscia sequerai est une espèce d'araignées aranéomorphes de la famille des Titanoecidae.

## Distribution
Cette espèce se rencontre en France, en Espagne et au Portugal.

## Description
Le mâle mesure 8 mm et la femelle 9 mm.

## Étymologie
Cette espèce est nommée en l'honneur d'E. Sequera.

## Publication originale
- Simon, 1893 : Descriptions de deux arachnides du Portugal. Annales de la Société Entomologique de France, vol. 61, 194-195 (texte intégral).